# Thoraualm
Die Thoraualm ist eine Alm auf dem Gebiet der Gemeinde Ruhpolding.
Ein Kaser der Thoraualm steht unter Denkmalschutz und ist unter der Nummer D-1-89-140-154 in die Bayerische Denkmalliste eingetragen.

## Baubeschreibung
Beim Untereggerkaser handelt es sich um einen überkämmten Blockbau mit einem Flachsatteldach mit Legschindeldeckung. Die Firstpfette ist bezeichnet mit dem Jahr 1756.

## Heutige Nutzung
Die Thoraualm wird landwirtschaftlich genutzt und ist in den Sommermonaten bewirtet.

## Lage
Die Thoraualm ist zwischen Thoraukopf, Thorauschneid, Nesselauer Schneid und Weißgrabenkopf eingebettet. Die Alm liegt südlich des Hochfelln auf einer Höhe von 1175 m ü. NN.